# Kanton Avignon-Nord
Kanton Avignon-Nord (fr. Canton d'Avignon-Nord) je francouzský kanton v departementu Vaucluse v regionu Provence-Alpes-Côte d'Azur. Tvoří ho dvě obce.

## Obce kantonu
- Avignon (severní část)
- Le Pontet